# ナポレオン戦争

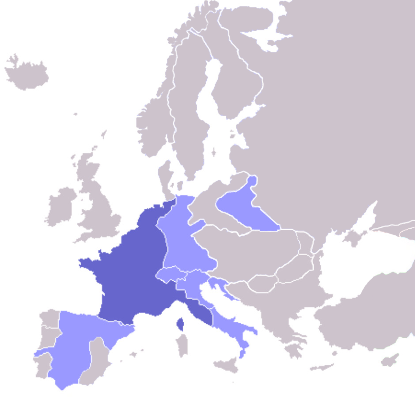
1811年のヨーロッパ。濃い青はフランス帝国の領土。薄い青はフランスの衛星国

ナポレオン戦争（ナポレオンせんそう、フランス語: Guerres napoléoniennes、英語: Napoleonic Wars、ドイツ語: Napoleonische Kriege）は、フランスの第一執政期および第一帝政期の一連の戦争の総称。フランス革命に起因して勃発した一連の戦争のうち、1803年5月のアミアンの和約の破棄をもって前半を「フランス革命戦争」、後半を「ナポレオン戦争」と二つの局面に分けるのが一般的であるが、ナポレオン・ボナパルトが第一執政に就任した1799年11月9日を境にするといった見方もあり諸説ある。また、総裁政府下でナポレオン・ボナパルトが指揮した第一次イタリア遠征（1796–1797年）、エジプト遠征（1798–1801年）を含めることもある。

## 概要
ナポレオン戦争はフランス革命戦争後の混乱期に始まった。フランス軍を率いたナポレオンは一時期ヨーロッパの大半を征服したが、スペイン独立戦争とロシア遠征で敗退し、ワーテルローの戦いにおいて決定的敗北を喫した。1815年11月20日の第二次パリ条約の締結をもって戦争は終結し、ナポレオンは失脚した。
1792年に開始されたフランス革命戦争から断続的に戦争状態が続いていたため、一連の戦争を合わせて大フランス戦争（だいフランスせんそう、Great French War）とも呼ぶ。ドイツでは対仏大同盟戦争（たいふつだいどうめいせんそう、Koalitionskriege）、1813年以降のドイツ解放の戦いを解放戦争とも呼ぶ。大同盟戦争以来100年以上にわたって続いた英仏間の対立関係を第二次百年戦争とみる見方もある。
フランス革命戦争とナポレオン戦争との間をどこで区切るかについては、1803年5月のアミアンの和約の破棄を境界とする見方が一般的ではあるが、他にも1796年3月のナポレオンによる第一次イタリア遠征の開始を境界とする見方、1799年11月のブリュメールのクーデターを境界とする見方などがある。本項目では革命戦争の途中である1796年3月以降の戦役について述べる。
ナポレオン戦争ではヨーロッパ大陸に加えて世界各地の植民地も戦場となった。このため七年戦争に続く2度目の「世界大戦」であると言われる場合もある。

### 参戦国
全てのヨーロッパの国家が多かれ少なかれナポレオン戦争に関与した。ナポレオン戦争では何度も宣戦布告と講和が繰り返されたため、フランスとイギリスが一貫して対立関係にあったことを除き、参戦国は途中で入れ替わりがある。フランス側の同盟国から対仏大同盟側へ、あるいはその逆へ立場を変えた国もある。
- ほぼ一貫してフランス側で参戦した国家

フランス帝国、デンマーク王国、ワルシャワ公国、アメリカ合衆国
- 時期によって立場を変えた国家

スペイン王国、ライン同盟諸邦（バイエルン王国、ザクセン王国など）、ナポリ王国、オランダ（バタヴィア共和国、ホラント王国）、スイス（ヘルヴェティア共和国）
- ほぼ一貫して対仏大同盟側で参戦した国家

イギリス帝国、オーストリア（ハプスブルク君主国）、ロシア帝国、プロイセン王国、スウェーデン王国、ポルトガル王国、オスマン帝国、サルデーニャ王国、教皇領

## 軍事的側面

### 動員・編成
ナポレオン戦争以前のヨーロッパの絶対主義諸国は、傭兵を主体とした軍隊を有していた。フランス革命を経たフランス軍は、革命の成果たる共和国を防衛しようという意識に燃えた一般国民からなる国民軍へと変質していった。フランスは18世紀末の時点でヨーロッパではロシアに次ぐ大きさの人口ブロックであったため、徴兵制度の実施において有利であった。だがナポレオン戦争の過程でドイツをはじめとする各国にも国家主義の運動が高まり、戦争後期には各国軍とも国民軍の性格を強めた。
国民軍となったことで軍隊の規模は拡大した。直前の七年戦争において、20万人を超える軍隊を有した国はわずかであった。一方、フランス革命戦争中の最大時におけるフランス軍の人員数は150万人に達し、ナポレオン戦争期間中のフランスの総動員兵力は300万人と推定される。こうした動員制度を整備したのはラザール・カルノーであった。さらに、産業革命の初期段階にあったことで、兵器の大量生産が巨大な軍隊の装備を可能にした。戦争期間中、イギリスは最大の武器生産国となり、同盟諸国への武器供与を実施した。フランスは第2位の武器生産国であった。
国民軍の兵士たちは強い愛国心を持ち、また団結力を有していた。彼らは逃亡のおそれが低いため、散兵戦術のような兵士の自律的判断に依存する戦術を用いることができた。巨大化した軍隊には師団と呼ばれる1万人程度の独立行動可能な作戦単位の編成が導入され、大部隊の柔軟な運用が可能となった。こうした軍制改革でもフランスは他のヨーロッパ諸国に先行した。イギリスの歴史家であるアラン・ブロックに拠れば、軍隊内部の各所に政治将校を置き、お目付け役として、逐次ナポレオンに報告する制度を敷いた。旧ソ連時代の政治将校制度は、このナポレオンの制度をレフ・トロツキーがレーニンに進言して、取り入れさせたとされている。

### 軍事技術

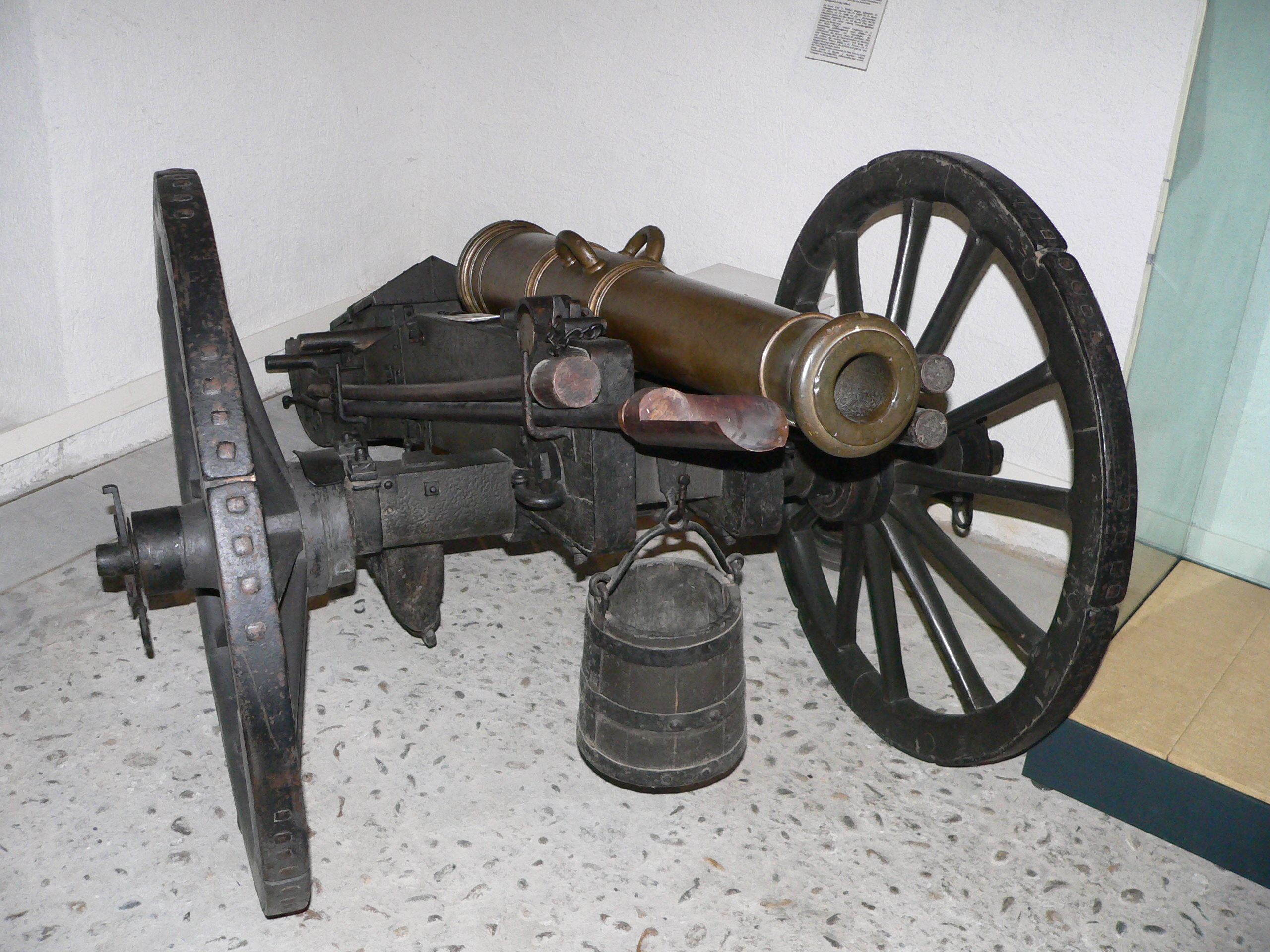
18世紀後期の大砲

歩兵の主力兵器はフリントロック式前装銃であった。ライフルも使用されていたが、当時は装填に時間がかかり、弾丸を生産する工業技術も低かったため一般的ではなく、後方支援に多少使用される程度だった。歩兵部隊は精密な狙いを定めずに敵に向けて弾幕射撃を行った。砲兵は、それまでは歩兵の掩護のもとに行動する機動性の低い部隊であったが、フランス軍では機動性を高めた独立した部隊として編成された。ナポレオンは砲弾のサイズを標準化し、砲兵部隊間での融通を容易にした。
兵站は、いまだ鉄道が未発達であったため、各国軍とも現地調達によるしかなかった。フランス軍は人口密度の高い中部ヨーロッパでは円滑な調達により高い機動性を発揮したが、人口希薄なロシアやイベリア半島では機動力が鈍った。遠距離間の通信には腕木通信が導入され、戦争期間を通して使用された。また、熱気球による空中偵察が、1794年6月26日のフルリュスの戦いにおいて初めて実用化された。

### ナポレオンの戦術
ナポレオンは巧みな戦略的機動によって有利な状況を作り出すことを得意とした。「最良の兵隊とは戦う兵隊よりもむしろ歩く兵隊である」というナポレオンの言葉や、「皇帝は我々の足で勝利を稼いだ」という大陸軍の兵士たちの言葉にこの思想が現れている。カスティリオーネの戦いでは分散して進撃する2倍のオーストリア軍に対して機先を制して機動し、各個に撃破した。ウルムの戦いでは敵主力の側面から背後を大回りに移動し、オーストリア軍主力を包囲して降伏に追い込んだ。会戦においては、ナポレオンは自軍の一部をもって敵主力の攻撃をひきつけ、その間に主力をもって敵の弱点を衝く作戦を得意とした。アウステルリッツの戦いやフリートラントの戦いはこの成功例の最たるものと言える。

## 経過

### 第一次イタリア遠征（第一次対仏大同盟）

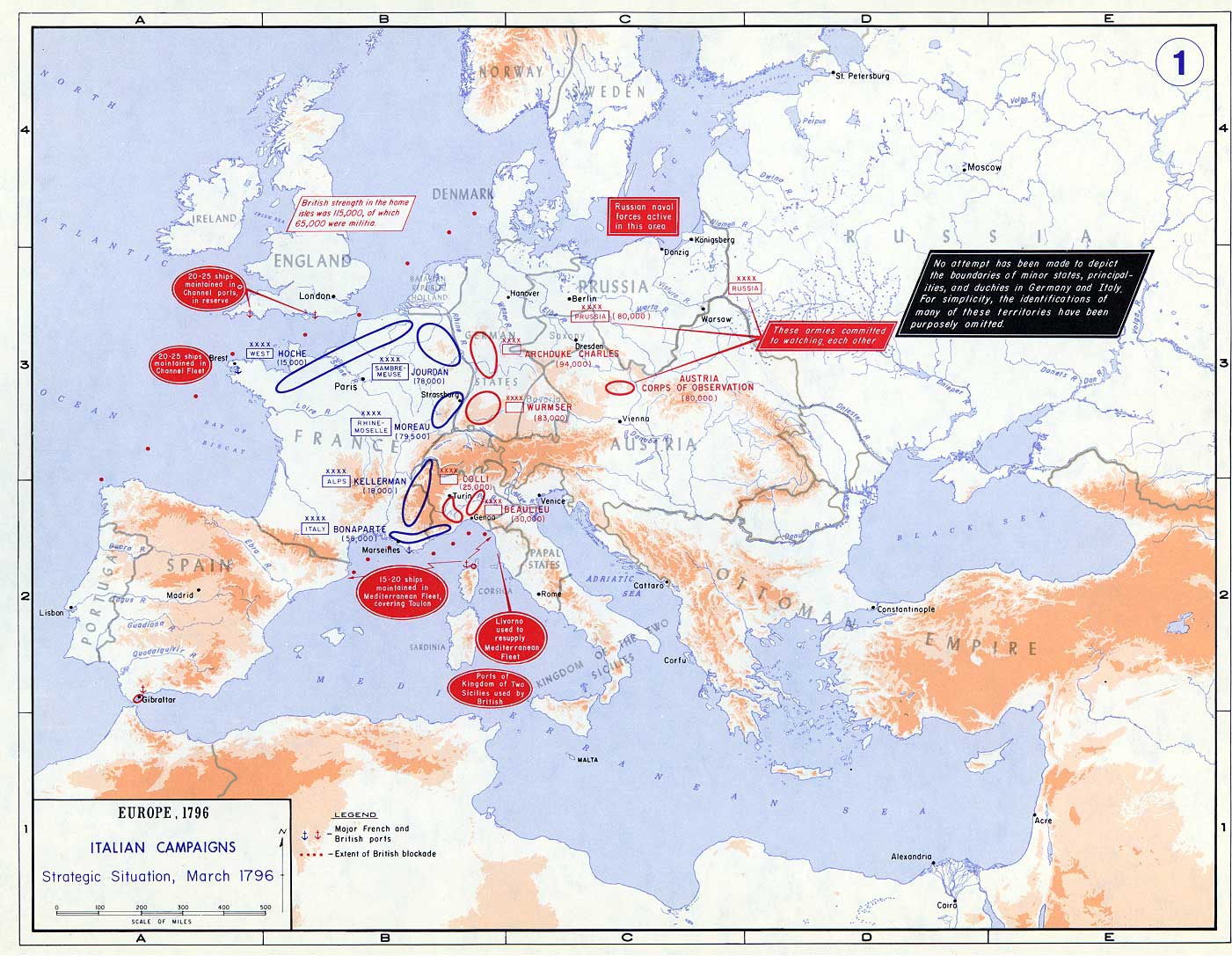
1796年のヨーロッパの情勢

1792年のフランス革命戦争の勃発により、1793年にイギリス、オーストリア、プロイセン、スペインなどによって第一次対仏大同盟が結成された。この戦いにおいてフランスの総裁政府は、ライン方面から2個軍、北イタリア方面から1個軍をもってオーストリアを包囲攻略する作戦を企図していた。
1796年3月、イタリア方面軍の司令官に任命されたナポレオン・ボナパルトは攻勢に出る。まず、これまで最前線でフランス軍と対峙してきたサルデーニャ王国をわずか1か月で降伏させ、オーストリア軍の拠点マントヴァを包囲した。オーストリア軍はマントヴァ解放を目指して反撃に出るが、ナポレオンの前にカスティリオーネの戦い（8月5日）、アルコレの戦い（11月15日-17日）、リヴォリの戦い（1797年1月14日）で敗北する。2月2日にマントヴァは開城。オーストリアは停戦を申し入れ、4月18日にレオーベンの和約が成立した。
10月17日、フランスとオーストリアはカンポ・フォルミオの和約を締結。フランスは南ネーデルラントとライン川左岸を併合し、北イタリアにはチザルピーナ共和国などのフランスの衛星国が成立した。オーストリアの脱落で第一次対仏大同盟は崩壊した。

### エジプト遠征（エジプト・シリア戦役）
フランス軍は、強力な海軍を有し制海権を握っているイギリスに対しては打撃を与えられなかった。そこでナポレオンはイギリスとインドとの連携を絶つため、オスマン帝国領エジプトへの遠征を総裁政府に進言した。1798年5月19日、ナポレオンの率いるエジプト遠征軍はトゥーロン港を出発。途中マルタ島を占領し、7月2日にエジプトのアブキール湾に上陸した。7月21日にはピラミッドの戦いで現地軍に勝利。次いでカイロに入城した。しかし8月1日のナイルの海戦において、ネルソン率いるイギリス艦隊にフランス艦隊は大敗し、ナポレオンはエジプトに孤立してしまう。
他方、イギリスがマルタ島を占領したことで、海上の通商権を侵害されたデンマーク、スウェーデンと、イギリスの地中海進出に難色を示したロシアがプロイセンと結び、1800年に第二次武装中立同盟を結成する。これに対してイギリスは、1801年、デンマークの首都コペンハーゲンを攻撃した（コペンハーゲンの海戦, 4月2日）。この結果、武装中立同盟は解体し、ロシア、スウェーデンはイギリスと和解、デンマークはフランスに接近していった。

### 帝政の成立（第二次対仏大同盟）

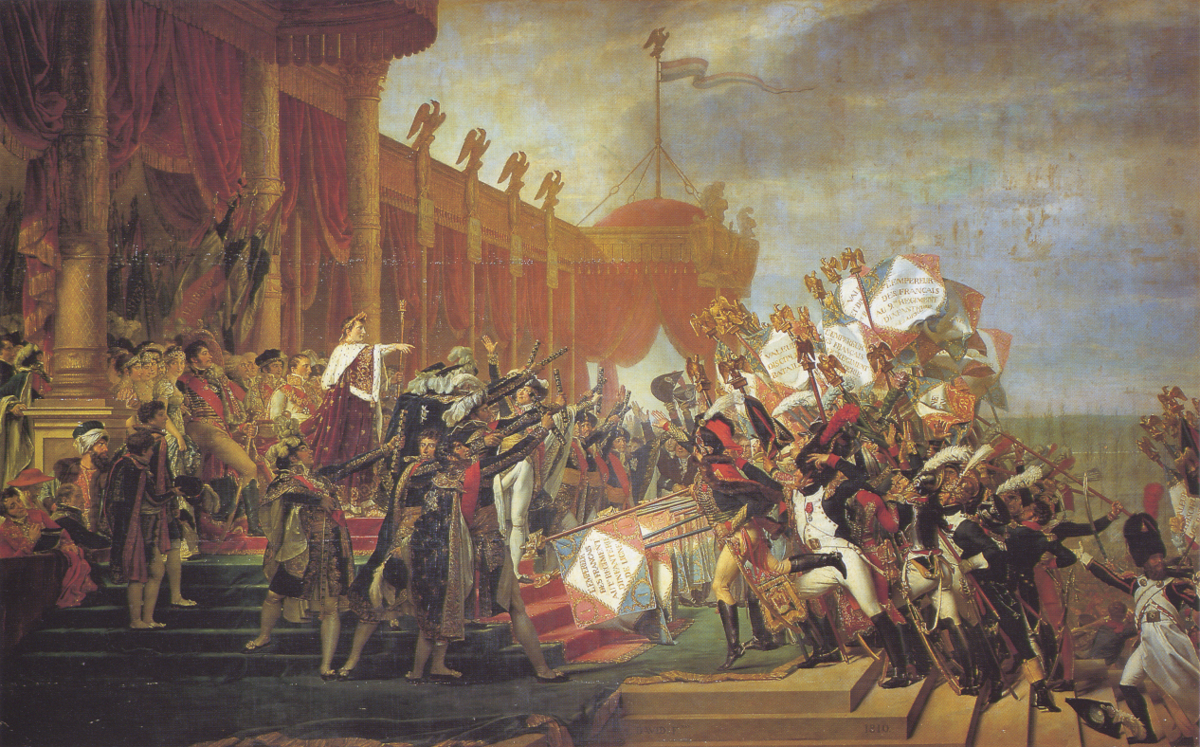
『軍隊と対面するナポレオン』（ダヴィッド）

1798年1月より、スウェーデンの調停のもと、フランス革命戦争の終結を目指したラシュタット会議が開かれるも、オーストリアは会議を引き延ばし、対仏大同盟の再建という時間稼ぎに成功する。1798年12月、イギリス、オーストリア、ロシアなどによって第二次対仏大同盟が結成され、1799年にはオーストリアが北イタリアを奪回する。再びフランスは危機に陥り、国民の間では総裁政府を糾弾する声が高くなっていった。
この状況の中、ナポレオンは少数の部下と共にエジプトを脱出してフランスに戻り、11月9日、ブリュメール18日のクーデターを起こして独裁権を握った。1800年、ナポレオンは反撃のためアルプス山脈を越えて北イタリアに進出。6月14日のマレンゴの戦いでは、フランス軍はオーストリア軍の急襲を受け窮地に追い込まれるが逆襲に成功する。モローが率いるライン方面軍も、ホーエンリンデンの戦い（12月3日）でオーストリア軍を撃破した。
1801年2月9日、オーストリアはリュネヴィルの和約に応じ、カンポ・フォルミオの和約の内容を再確認した。オーストリアは1798年に第二次対仏大同盟を結成し、北イタリアやライン方面に侵攻していたが、その講和によって第二次対仏大同盟は崩壊し、イギリスのみがフランスとの戦争を続けた。7月にフランスはローマ教皇ピウス7世との間にコンコルダートを結び、フランス革命以来の対立関係を解消した。イギリスのみは戦争を続けていたが、1802年3月25日にはフランスとアミアンの和約を結び講和した。
この後国際平和が1年余り続いた。しかし、フランスによるヨーロッパ市場からのイギリス製品の駆逐や和約違反行為などにより、再び英仏間の対立が強まり、1803年5月16日、イギリスはアミアンの和約を破棄し宣戦布告した。戦争の目的は、フランスの旧状回復から、ナポレオンの打倒へと変わっていく。また3月21日にナポレオンに対するクーデター計画に参画したとして、フランス王族のアンギャン公が処刑された事も欧州諸国の非難を浴び、再戦に拍車をかけた。1804年5月28日、ナポレオンは帝政の開始を宣言。12月2日に戴冠式を行い、フランス皇帝ナポレオン1世となった。

### 陸戦と海戦（第三次対仏大同盟）

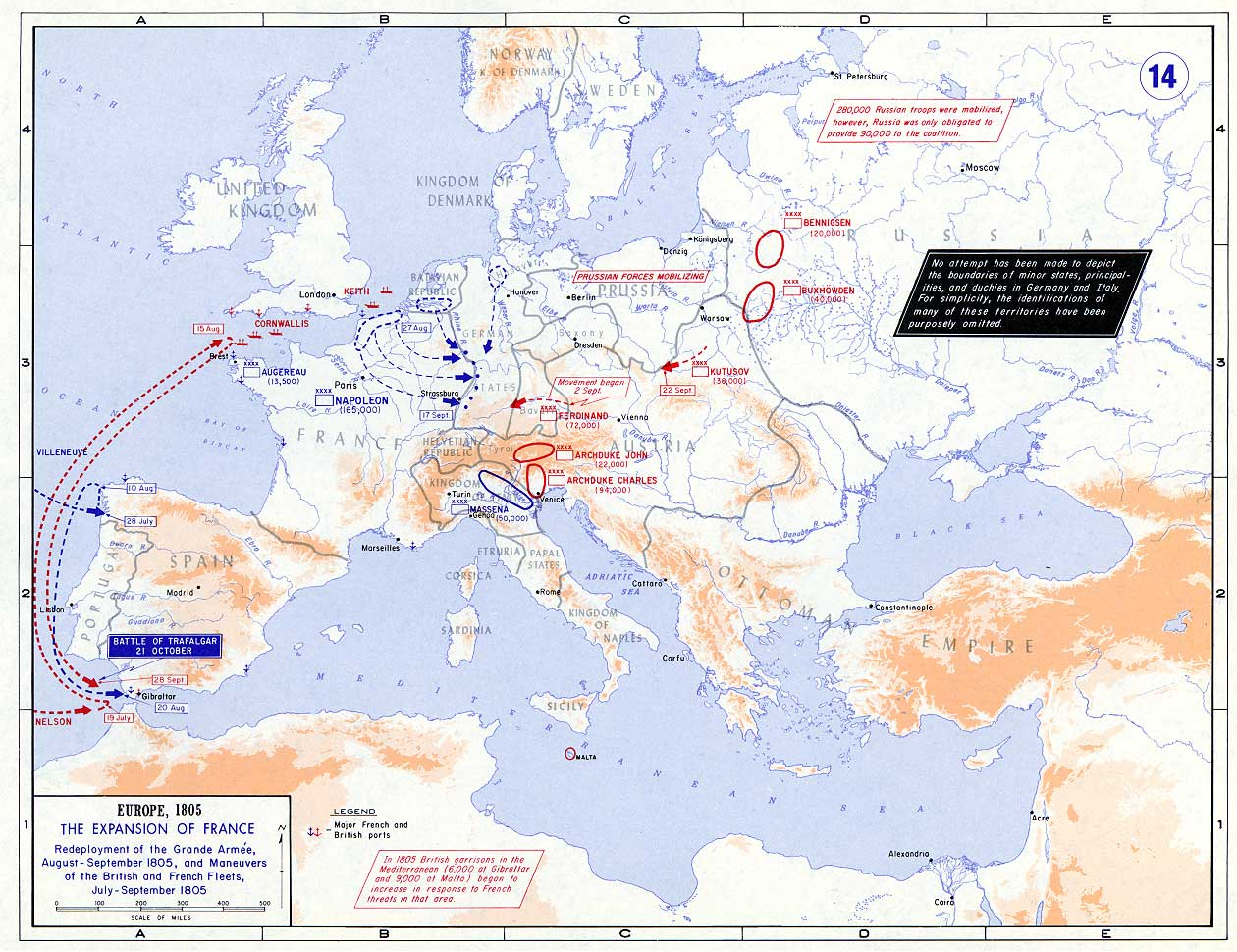
1805年のヨーロッパの情勢

1805年、ナポレオンはイギリス上陸を計画し、ドーバー海峡に面したブローニュに18万の兵力を集結させる。これに対してイギリスは、オーストリア・ハプスブルク、ロシアなどを引き込んで第三次対仏大同盟を結成した。戦いはレイベリヒ率いるオーストリア軍7万のバイエルンへの侵攻によって開始された。フランス軍は8月下旬にブローニュを進発。9月25日から10月20日におよぶウルム戦役においてオーストリア軍を包囲し降伏させた。ナポレオンはウィーンに入城するが、ロシア皇帝アレクサンドル1世とクトゥーゾフの率いるロシア軍がオーストリア軍残存部隊と合流し決戦を挑む。ナポレオンの即位1周年にあたる12月2日、アウステルリッツの戦いにおいて、ナポレオンは優勢な敵に対し、後に芸術と評される采配を振り完勝した。

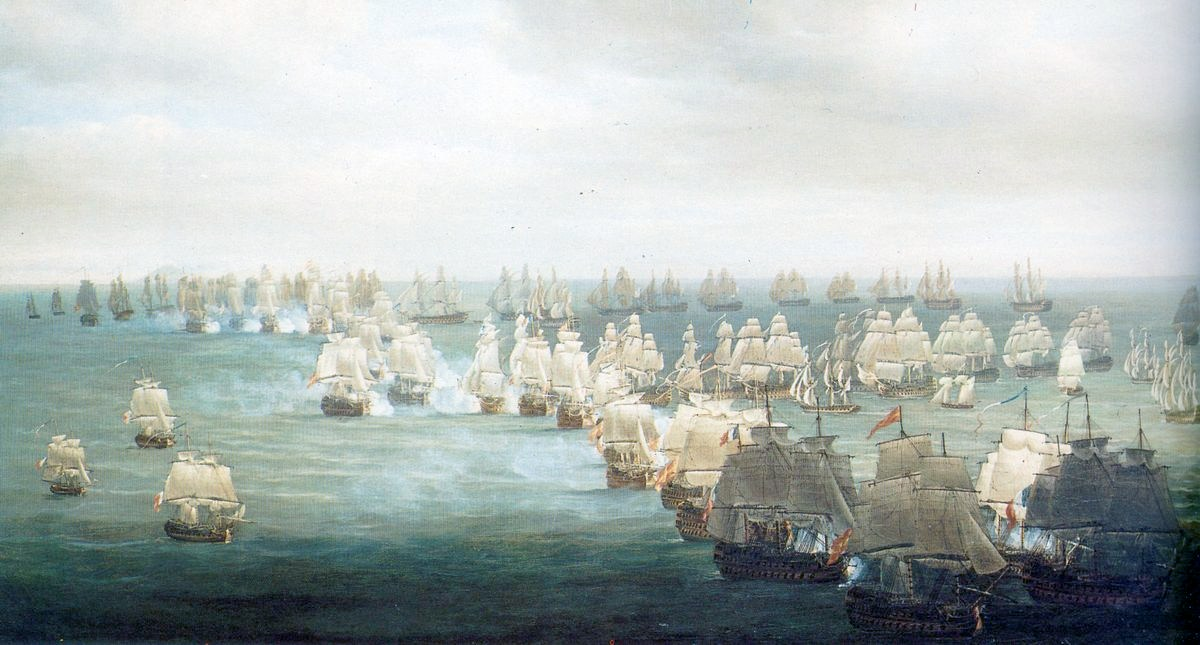
トラファルガーの海戦

その一方で海戦はフランスの敗北に終わっていた。ヴィルヌーヴ率いるフランス・スペイン連合艦隊は、ネルソン率いるイギリス艦隊に捕捉され、10月21日、トラファルガーの海戦で壊滅した。だがこの海戦は、直ちには大陸におけるナポレオンの覇権に影響を与えなかった。12月26日、オーストリアはプレスブルクの和約を締結してフランスへ屈服する。
翌1806年、ナポレオンは兄ジョゼフをナポリ王、弟ルイをオランダ王に即け、7月には、西南ドイツ諸邦の連合体で親ナポレオンのライン同盟を成立させた。これに先んじてオーストリア皇帝フランツ1世を称していた神聖ローマ皇帝フランツ2世は退位した。

### ドイツ諸邦の制圧（第四次対仏大同盟）

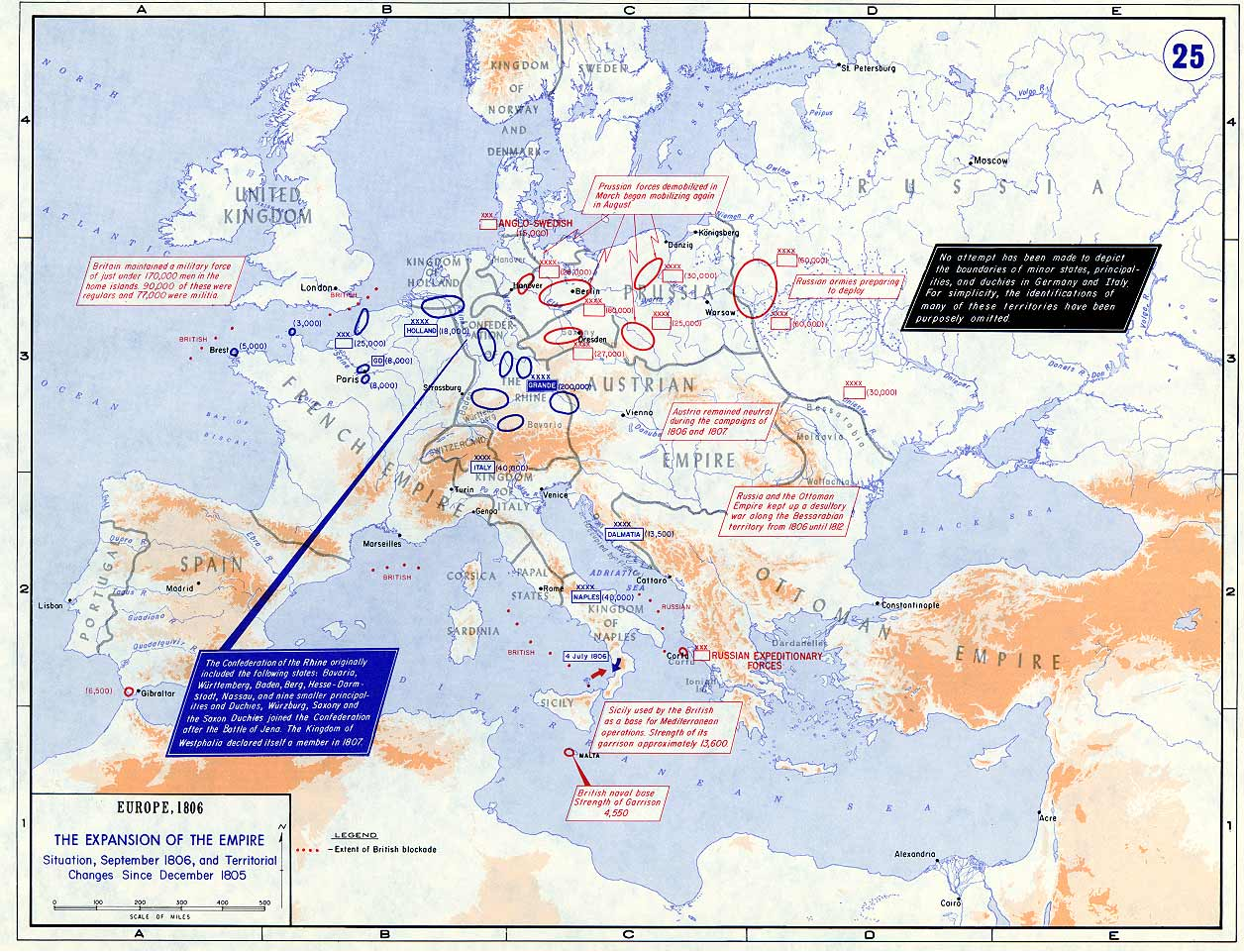
1806年のヨーロッパの情勢

プロイセンは中立的立場を取っていたが、ライン同盟の成立によりナポレオンの覇権が中部ドイツまでおよぶに至って、1806年7月にイギリス、ロシア、スウェーデンなどと共に第四次対仏大同盟を結成し、10月9日、フランスへの単独宣戦に踏み切る。しかし、10月14日のイエナ・アウエルシュタットの戦いでプロイセン軍は壊滅的打撃を受ける。イエナではフランス軍主力がプロイセン軍の後衛部隊を撃破。アウエルシュタットではプロイセン軍主力が2倍の兵力をもってダヴー軍団に攻撃をかけるが撃退される。フランス軍は追撃に移り、10月27日にベルリンへ入城した。
11月21日、ナポレオンはベルリンにおいて大陸封鎖令（ベルリン勅令）を発布する。これは、工業化が進んでいたイギリスとヨーロッパ大陸諸国との貿易を禁止して、イギリスを経済的孤立に追い込むことが狙いであった。だが、逆に交易相手を喪失した大陸諸国の方が疲弊するという結果になる。フランス軍はプロイセン国王フリードリヒ・ヴィルヘルム3世を追跡して東プロイセンへと向かい、プロイセンの救援に来たロシア軍とアイラウの戦い（1807年2月7日-8日）に突入したが、吹雪の中の戦いは両軍ともおびただしい死傷者を出し、決着はつかなかった。その後フランス軍は体勢を立てなおし、フリートラントの戦い（6月14日）でロシア軍を捕捉し撃滅した。
7月7日-7月9日、ティルジットの和約が結ばれた。ポーランド分割によって独立を失っていたポーランドは、旧領の一部がワルシャワ公国として独立を回復した。ロシアは大陸封鎖令に参加した。プロイセンはエルベ川以西の領土を失い巨額の賠償金を課せられた。プロイセンの旧領にはヴェストファーレン王国が置かれ、ナポレオンの弟ジェロームが王位に就いた。一方、屈辱的な敗北を喫したプロイセンでは、哲学者フィヒテが『ドイツ国民に告ぐ』という講演を行い、またシャルンホルストとグナイゼナウによる軍制改革が実施された。
1807年10月、ナポレオンとロシア皇帝アレクサンドル1世はエアフルトで会談し、スウェーデンを大陸封鎖令に参加させるためにロシアが圧力をかけることが確認された。これにより第二次ロシア・スウェーデン戦争（1808年-1809年）が勃発し、敗れたスウェーデンはフィンランドをロシアへ割譲するとともに大陸封鎖令に参加した（パリ条約）。その後、スウェーデン国王カール13世はナポレオン麾下のベルナドットを養子に迎え入れた。ナポレオンは北欧に信頼できる同盟国を得たかに思われたが、ベルナドットは後に離反し、スウェーデンを対仏大同盟に戻らせた。

### 泥沼の戦い（スペイン独立戦争）
詳細は「半島戦争」を参照

『1808年5月3日、マドリード』（ゴヤ）

スペインはフランスと同盟し、トラファルガーの海戦や1807年のポルトガル侵攻でも共に戦ってきたが、国内では国王カルロス4世とその子フェルナンド7世が対立していた。1808年、ナポレオンは両者を幽閉し、代わって自分の兄のジョゼフを王位に就けた。これに反発した民衆は、5月2日にマドリードで蜂起。やがて反乱はスペイン全土に拡大する。反乱を支援するためイギリスはアーサー・ウェルズリー（後の初代ウェリントン公爵）らの部隊を派遣する。
11月、ナポレオンは自ら20万の大軍を率いてスペインへ侵攻、1809年1月までにイギリス軍を駆逐し、後事をスルトに託して帰還した。だがその後もスペイン側はゲリラ戦とイギリスの支援により根強い抵抗を続けた。このスペイン独立戦争（1808年-1814年）は泥沼の戦争となり、フランスは大軍を貼り付けにした挙句、最終的には敗退する。

### 帝政の絶頂（第五次対仏大同盟）
ナポレオンがスペインで苦戦しているのを目にしたオーストリアは、イギリスと第五次対仏大同盟を結ぶ。1809年4月9日、カール大公率いるオーストリア軍はバイエルンへの侵攻を開始した。これに対してナポレオンは迅速に対応し、エックミュールの戦い（4月22日）でオーストリア軍を撃破。5月13日にウィーンへ入城した。オーストリア軍主力はドナウ川の北岸に後退した。
5月20日-21日、フランス軍はウィーン近郊でドナウ川を渡河しようとするが、オーストリア軍の妨害によって仮橋がたびたび破壊され、半渡のところで攻撃を受ける。このアスペルン・エスリンクの戦いは、ナポレオン自身の指揮による初めての敗北となった。しかしその後、フランス軍はヴァグラムの戦い（7月5日-6日）でオーストリア軍に勝利。10月14日、オーストリアはフランスとシェーンブルンの和約を結び、領土割譲と巨額の賠償金を課せられた。
1810年、ナポレオンは皇后ジョゼフィーヌを後嗣を産めないと言う理由で離別して、4月2日にオーストリア皇女マリー・ルイーズと再婚した。1811年3月20日に王子ナポレオン2世が誕生し、ローマ王となった。この過程で教皇領はフランスに併合され、ローマ教皇ピウス7世は幽閉された。このころナポレオンの覇権はオランダ、ハンブルク、ローマなどを併合したフランス帝国の他、支配下のイタリア王国、兄ジョゼフが王位にあるスペイン、弟ジェロームが王位にあるヴェストファーレン王国、義弟のミュラが王位にあるナポリ王国、従属的な同盟国のスイス、ライン同盟、ワルシャワ公国、そして対等同盟国のデンマーク王国におよび、ナポレオンの絶頂期と評される。

### ロシア遠征（1812年ロシア戦役）

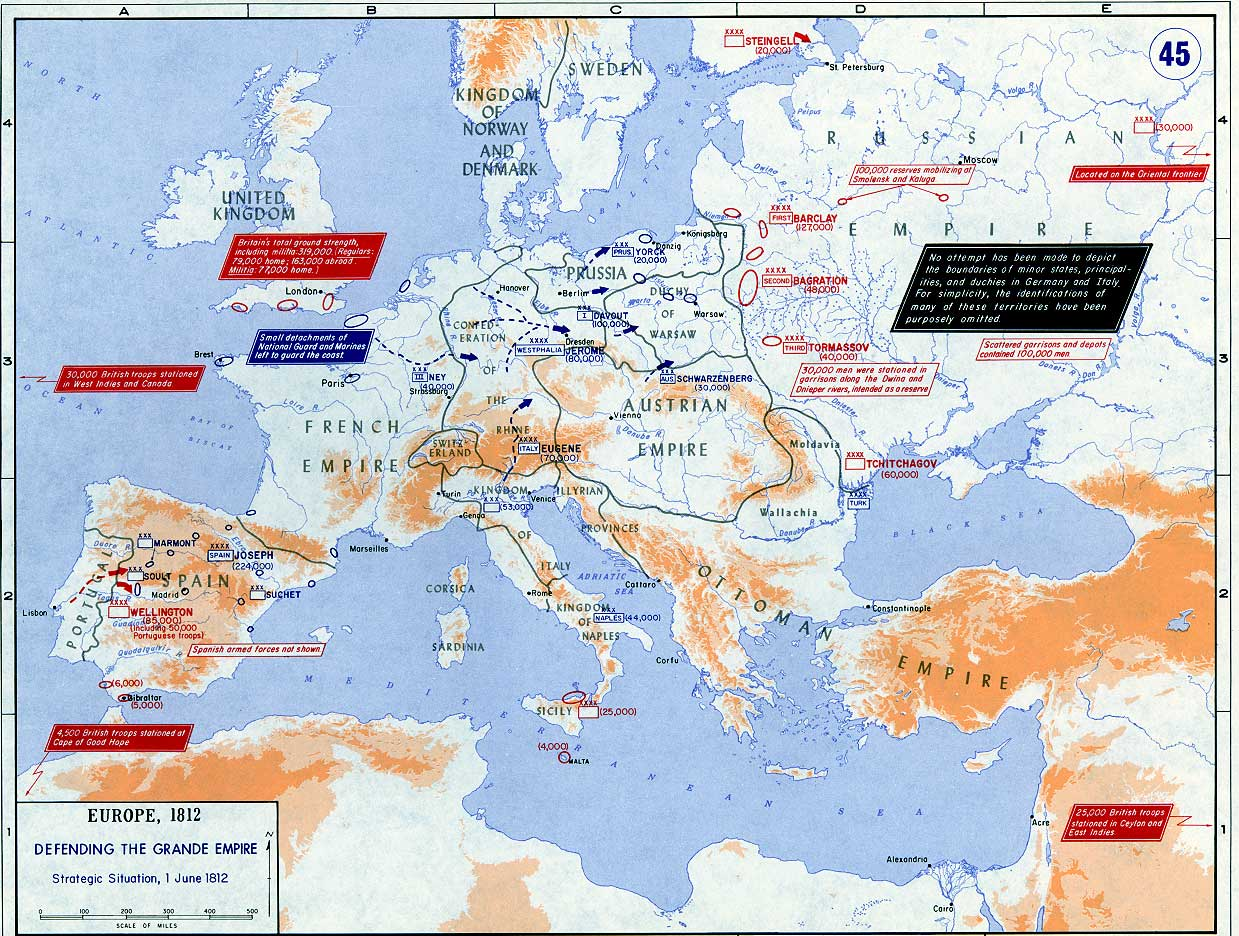
1812年のヨーロッパの情勢

大陸封鎖令を出した事で、イギリスの物産を受け取れなくなったヨーロッパ大陸諸国は経済的に困窮した。1810年、ロシアは大陸封鎖令を破ってイギリスとの貿易を再開。ナポレオンはロシア攻撃を決意する。1812年6月23日、27万のフランス軍を主体とし同盟国の軍隊を含む70万の大陸軍が国境のネマン川を渡った。ロシア遠征の始まりであった。
ロシア軍の戦略は、退却によってフランス軍をロシア領の奥深く引きずり込み、焦土戦術によって食糧の補給を断つことであった。8月17日にはスモレンスクが陥落するが、町は焼失させられていた。9月7日、モスクワ西方のボロジノで、クトゥーゾフ率いるロシア軍はフランス軍との決戦を試みる。このボロジノの戦いはフランス軍の辛勝に終わり、結局ロシア軍は焦土戦術を強化した。

ナポレオンのロシアからの撤退

9月14日、ナポレオンはモスクワに入城した。市民の大部分は町を脱出した後であった。14日の夜からモスクワの大火が起き、モスクワの町は4日間にわたって燃え続け、4分の3が焼失した。これによって、フランス軍は住居も食糧も失ってしまう。ナポレオンはアレクサンドル1世との和平交渉を試みるが返事はなく、冬が近づいていた。10月19日、ナポレオンはモスクワからの撤退を決意した。
撤退するフランス軍に対して、ロシア軍のコサック騎兵や農民のゲリラが襲い掛かり、さらには11月に入ると冬将軍が到来し、飢えと寒さで死亡する者が続出した。10月23日にはパリでマレーによるクーデター未遂事件が起きる始末であった。撤退の過程で、大陸軍では37万が死亡し、20万が捕虜となった。12月10日にネマン川を越えて帰還したのはわずか5,000であった。だがこの戦いでロシア軍も40万を失ったのだった。

### 諸国民の戦い（第六次対仏大同盟）

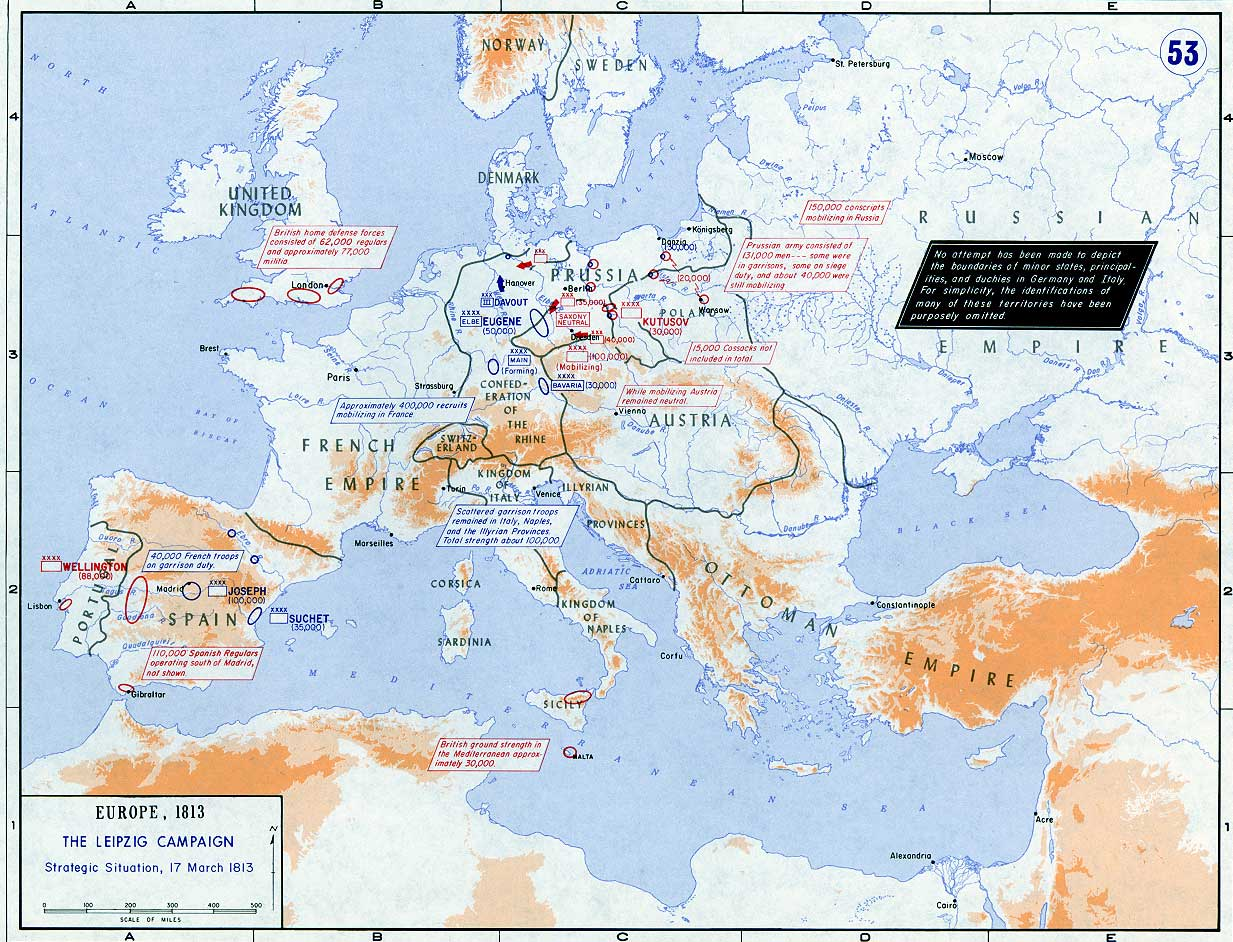
1813年のヨーロッパの情勢

1813年3月17日、ナポレオンのロシアでの大敗を目にして、プロイセンはフランスへ宣戦した（解放戦争）。ナポレオンは急ぎ軍隊を再建し、リュッツェンの戦い（5月2日）、バウツェンの戦い（5月20日-21日）でロシア・プロイセン連合軍に対して勝利した。だがそのころスペインでもフランス軍は危機を迎えていた。6月21日、ビトリアの戦いで、ウェリントン公率いるイギリス軍がフランス軍を破った。
ナポレオンへ皇后マリー・ルイーズを嫁がせていたオーストリアは停戦を仲介するが、和平交渉は決裂。イギリス、オーストリア、ロシア、プロイセン、スウェーデンによる第六次対仏大同盟が成立し、8月11日、オーストリアもフランスへ宣戦した。10月16日-19日のライプツィヒの戦い（諸国民の戦い）はナポレオン戦争における最大の戦闘となった。19万のフランス軍に対して36万のロシア・オーストリア・プロイセン・スウェーデン連合軍が包囲攻撃をかけ、フランス軍は多くの死傷者を出して敗走した。
1814年、戦場はフランス国内に移った。東からは連合軍が殺到し、南からはスペインを制圧したイギリス軍が侵入した。ナポレオンは局地的な戦闘でたびたび勝利を収めるが、大局的な劣勢は覆しようもなかった。同年3月31日に連合軍はパリに入城。パリが外国軍の手に落ちるのは百年戦争の際にイギリス軍に占領されて以来2回目の出来事。同年4月6日、ナポレオンは退位し、エルバ島の小領主として追放された。

### 百日天下（第七次対仏大同盟）

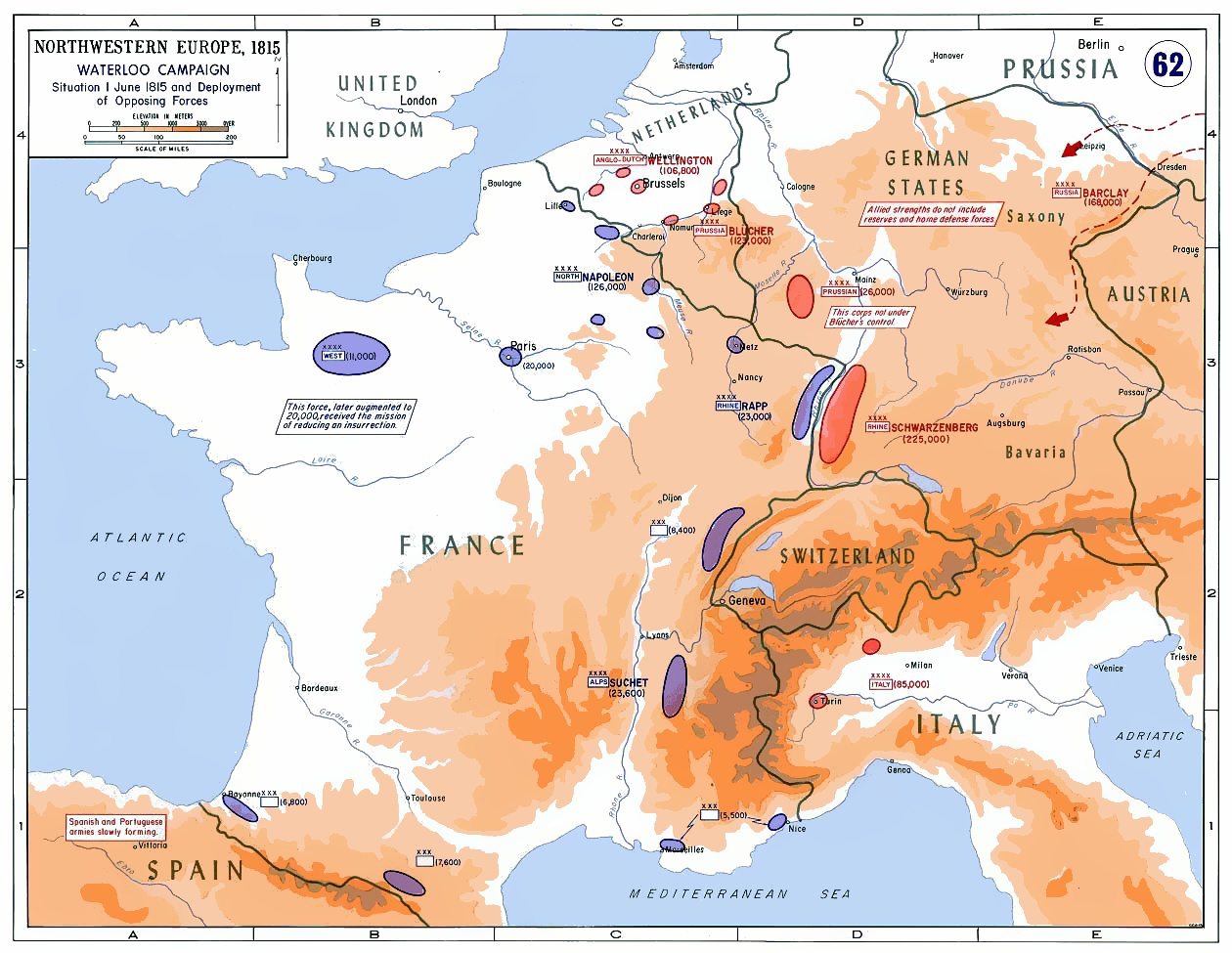
1815年の西ヨーロッパの情勢

ナポレオンの退位後、9月1日からウィーン会議が開催され、戦後体制について話し合われていたが、各国の利害が絡んで遅々として進展しなかった。フランスではルイ18世が即位して王政復古がなされたが、その政治は国民の不満を買っていた。こうした状況の隙を突いて、1815年2月26日にナポレオンはエルバ島を脱出し、フランスへ上陸する。国民もこれを歓迎し、ルイ18世は逃亡。3月20日、ナポレオンはパリに入城して再び帝位に就いた。
各国は第七次対仏大同盟を結成してナポレオンの打倒にかかった。ベルギー方面にウェリントン公率いるイギリス・オランダ連合軍とブリュッヒャー率いるプロイセン軍が展開した。ナポレオンはフランス軍主力を率いてベルギーへ向かい、6月15日、リニーの戦いでプロイセン軍に勝利。グルーシーに別働隊を与えてプロイセン軍を追撃させ、自身はワーテルローでイギリス・オランダ連合軍と対峙した。
6月18日、ワーテルローの戦いが開始された。フランス軍とイギリス・オランダ連合軍が激戦を繰り広げている最中、グルーシーの追撃を振り払ったプロイセン軍が続々と戦場へ到着し、フランス軍の側面に猛攻を掛けた。これが決定的な打撃となり、フランス軍は潰走した。プロイセン軍は夜通しの追撃を行い、フランス軍は完全に崩壊した。
こうしてナポレオンの復活は百日天下に終わった。6月22日、ナポレオンは再び退位し、アメリカへの亡命を図るも、7月15日、ロシュフォール港沖にてフレデリック・ルイス・メイトランドを艦長とするアロガント級戦列艦ベレロフォンに降伏し、セントヘレナ島へ配流となった。フランス革命以降断続的に20年以上にわたって続いた戦乱は、11月20日の第二次パリ条約の締結をもって正式に終結した。

## 海外での戦闘

### アジア・アフリカ
オランダ本国がフランスに併合されたことで、オランダの植民地もフランスの支配下となった。しかしこれらの植民地は、アミアンの和約の破棄後、制海権を確保したイギリスによって次々と攻略された。オランダ領セイロンは1796年（セイロン侵攻）、オランダ領ケープ植民地は1806年、フランス領セネガルは1809年、フランス領モーリシャスとオランダ領モルッカ諸島は1810年、オランダ領ジャワは1811年に陥落した。ウィーン会議の結果、これらのうちセネガルはフランスに、モルッカ諸島とジャワはオランダに返還されたが、セイロン、ケープ植民地、モーリシャスはイギリス領となった。

### アメリカ
ナポレオンは1803年にフランス領ルイジアナをアメリカ合衆国へ売却し、北米大陸からは撤退した。中南米のフランス領およびオランダ領もイギリスによって攻略された。フランス領ハイチは1803年、フランス領セントルシアとオランダ領ギアナは1804年、オランダ領アンティル諸島は1807年、フランス領ギアナとフランス領マルティニークは1809年に陥落した。セントルシアはウィーン会議後にイギリス領となった。また、1812年には、イギリス海軍による海上封鎖によってアメリカとヨーロッパとの交易が途絶えたことで、米英間の軋轢が高まり米英戦争が勃発した。最終的にアメリカはイギリス軍を退け、イギリスの海上覇権下からの離脱に成功した。

### 日本
1808年に長崎で起きたフェートン号事件は、ナポレオン戦争の余波が日本にまでおよんだものといえる。10月4日（文化5年8月15日）、イギリス船フェートン号が、当時フランスの支配下にあったオランダの船舶の拿捕を目的として長崎に侵入し、オランダ人を人質として薪水や食料の提供を要求した。長崎奉行の松平康英はフェートン号を撃退する戦力を有しておらず、この要求を受け入れた。後に松平康英は事件の責任を取って切腹し、勝手に兵力を減らしていた鍋島藩家老等数人も責任を取って切腹した。

## 影響

### ヨーロッパ
各国の利害が錯綜して進展の遅れていたウィーン会議は、ナポレオンがエルバ島を脱出すると各国の妥協が成立し、1815年6月にウィーン議定書が合意された。ナポレオンの完全失脚後、主要戦勝国によって神聖同盟が結ばれ、ヨーロッパは復古主義・正統主義を原理とするウィーン体制下に置かれることとなった。
だがナポレオン戦争の過程で、民主主義、近代法、特権階級の廃止などのフランス革命思想が、ヨーロッパ各地やラテンアメリカなど一部の植民地へ伝播した。ナポレオン法典を基礎とした諸法典は、旧体制の復活の後も各国に残された。革命思想は1848年革命の思想的基盤となってゆく。同時に、ナポレオン戦争は民族主義が広まる契機となった。民族主義はヨーロッパの歴史を大きく変え、その後100年間に、ヨーロッパ諸国は封建領主の領土を単位とした領域から国民国家へと変貌した。一方で、ナポレオンが意図したヨーロッパ統一国家の構想は瓦解した。ヨーロッパ統一の機運が再び高まるのは第二次世界大戦後のことになる。

### フランス
フランスではナポレオンが失脚し、フランス革命以前のアンシャン・レジームが復活した。国内には王党派とボナパルティストとの深刻な対立が残された。しかしフランス復古王政下の反動的な政治体制は長続きせず、やがて七月革命で打倒される。後にナポレオン3世が獲得したサヴォワとニースを除いて、今日のフランス本国の領域が確定した。そして人口面において当時ヨーロッパで最大の人口を誇っていたが、この戦争による人的損耗によりドイツ等に人口が抜かれることになり、以後、ヨーロッパにおいて圧倒的な覇権を得ることはなかった。

### イギリス
イギリスはケープ植民地をはじめとする海外領土を獲得した。さらに、フランス、スペイン、オランダ、デンマークなどの海軍を打倒したことでイギリス海軍が世界の海における制海権を確立し、大陸封鎖令とそれに対抗する海上封鎖というフランスとの経済戦争にも勝利して、植民地貿易における支配力を強め、イギリス産業が興隆した。19世紀におけるイギリスの覇権国としての地位は揺るぎないものとなった。

### ドイツ
ドイツではナポレオンの侵略に屈したことで民族主義運動が高まり、ドイツ連邦が結成されドイツ統一運動へと発展していった。その中でプロイセン王国がラインラントをはじめとする領域を獲得し大国として台頭し、ドイツ統一を主導した。オーストリア帝国も軍制改革を達成してナポレオンの攻撃に耐え抜き、戦後は北イタリアを獲得して大国としての地位を維持したが、次第にプロイセンとの対立が深まっていった。

### ロシア
ロシアはナポレオン戦争においてその強力な陸軍をイタリアやフランスにまで派兵し、戦後は神聖同盟を提唱して自由主義運動を封じ込め、ヨーロッパの旧体制の中核として国際的地位を高めた。しかし農奴制を色濃く残す国内経済は西欧諸国と比べて立ち遅れた。ロシアの遅れが明白になるのはクリミア戦争でのことになる。

## 主要な戦役・戦闘
- 1799年-1800年 - 第二次イタリア戦役 (1799-1800年)
  - 1800年6月14日 - マレンゴの戦い
- 1805年 - オーストリア戦役 (1805年)
  - 1805年7月22日 - フィニステレ岬の海戦
  - 1805年10月17日 - ウルムの戦い
  - 1805年10月21日 - トラファルガーの海戦
  - 1805年12月2日 - アウステルリッツの戦い
- 1806年-1807年 - ドイツ・ポーランド戦役 (1806-1807年)
  - 1806年10月14日 - イエナ・アウエルシュタットの戦い
  - 1807年2月7日-8日 - アイラウの戦い
  - 1807年6月14日 - フリートラントの戦い
- 1808年-1814年 - スペイン独立戦争
- 1809年 - オーストリア戦役 (1809年)
  - 1809年5月21-22日 - アスペルン・エスリンクの戦い
  - 1809年7月5日-6日 - ヴァグラムの戦い
- 1812年 - 1812年ロシア戦役
  - 1812年9月7日 - ボロジノの戦い
- 1813年-1814年 - ドイツ・フランス戦役 (1813-1814年)
  - 1813年10月16日-19日 - ライプツィヒの戦い（諸国民の戦い）
- 1815年 - フランス戦役 (1815年)
  - 1815年6月18日 - ワーテルローの戦い

## 主要な条約・協定
- 1801年7月15日 - 教皇ピウス7世とのコンコルダート（英語版）
- 1802年3月25日 - アミアンの和約
- 1805年12月26日 - プレスブルクの和約
- 1806年11月21日 - 大陸封鎖令（ベルリン勅令）
- 1807年7月7日-9日 - ティルジットの和約
- 1809年9月17日 - フレデリクスハムンの和約
- 1809年10月14日 - シェーンブルンの和約
- 1810年1月6日 - パリ条約
- 1814年1月14日 - キール条約
- 1814年4月16日 - フォンテーヌブロー条約
- 1814年-1815年 - ウィーン会議
- 1814年5月30日 - 第一次パリ条約
- 1815年11月20日 - 第二次パリ条約

## 逸話
モンキーハンガーを参考
- ナポレオン戦争中イギリス北部の町、ハートルプールに住んでいるイギリス人の住民たちは海岸で転覆したフランスの船を目撃した。彼らは船員はみな死亡していると思っていたが、船にあるゴミに掴まっていてフランス軍の軍服を着ていたフランス人だけは生きていた。しかし、その"フランス人"は毛がふさふさの小さなサルであった。住民たちはフランス軍によるプロパガンダだと思い込み、そのサルを尋問し裁判にかけた。当然サルは何も話さず、うんざりした住民たちは簡易絞首台を作りそのサルを処刑した[7]。

## 関連書籍
- 『クラウゼヴィッツと「戦争論」』清水多吉・石津朋之編、彩流社、2008年10月。ISBN 978-4-7791-1365-9。

## ナポレオン戦争を題材とした作品
- 映画
  - 戦争と平和
  - ワーテルロー
  - 艦長ホレーショ
  - 皇帝と公爵
- テレビドラマ
  - ホーンブロワー 海の勇者
  - 炎の英雄 シャープ　
  - 戦争と平和
- シミュレーションゲーム
  - 赤い夕陽のナポレオン（コマンドマガジン日本版53号、国際通信社）（ボードゲーム）
  - ランペルール（コーエー）（コンピュータゲーム）
- 漫画
  - 長谷川哲也『ナポレオン -獅子の時代-/ナポレオン -覇道進撃-』（少年画報社『ヤングキングアワーズ』連載）
- 小説
  - レフ・トルストイ『戦争と平和』
  - コナン・ドイル『勇将ジェラールの回想』、『勇将ジェラールの冒険』
  - 赤城毅著・滝沢聖峰画『薔薇とサーベル』
  - ナオミ・ノヴィク『テメレア戦記』(ヴィレッジブックス)